# Desa Pangkalanjati Lama
Desa Pangkalanjati Lama är en administrativ by i Indonesien.   Den ligger i provinsen Jawa Barat, i den västra delen av landet, 13 km söder om huvudstaden Jakarta.